# 2011年4月

## 4月1日
- 中国外交部长杨洁篪与德国副总理兼外长韦斯特维勒在北京举行首轮中德部长级战略对话。新华网（页面存档备份，存于）
- 联合国安理会发表声明，强烈谴责当天发生在阿富汗北部城市马扎里沙里夫、导致7名联合国国际职员身亡的暴力袭击事件，并敦促阿富汗政府尽快将肇事者绳之以法。新华网
- 也门出现全国性大规模示威。BBC中文网（页面存档备份，存于）

## 4月2日
- 科特迪瓦前总统巴博和前总理瓦塔拉的武装继续在经济首都阿比让进行激烈交火。新华网（页面存档备份，存于）
- 福岛核电站二号机组的反应堆积水混凝土通道出现了裂缝，含高浓度辐射物质的水从通道裂缝中渗出，流入海洋。新华网（页面存档备份，存于）

## 4月3日
- 中国知名艺术家和维权人士艾未未在北京首都国际机场准备乘机前往香港时被北京警方扣留，其北京的工作室亦遭到搜查。BBC中文网（页面存档备份，存于）新华网(英文)
- 泰国南部自3月23日起由持续的暴雨天气所引发的洪灾已造成至少45人死亡，195万人受灾。新华网（页面存档备份，存于）
- 法国航空事故调查人员在大西洋发现2009年6月坠毁的法国航空447号航班的部分残骸与遇难者的尸体。联合早报（页面存档备份，存于）搜狐（页面存档备份，存于）

## 4月4日
- 哈萨克斯坦中央选举委员会公布总统选举初步计票结果，现任总统努尔苏丹·纳扎尔巴耶夫得票率超过95%，以压倒性优势赢得连任。这是纳扎尔巴耶夫第四次当选哈萨克斯坦总统。新华网（页面存档备份，存于）
- 联合国驻刚果（金）稳定特派团的一架飞机在该国首都金沙萨国际机场着陆时坠毁，造成32人死亡，仅有1人生还。新华网（页面存档备份，存于）
- 歌手马尔泰利当选海地总统。新华网（页面存档备份，存于）

## 4月6日
- 葡萄牙看守政府总理若泽·苏格拉底在举行部长理事会特别会议后宣布，葡政府决定请求欧盟提供金融援助，以缓解不断恶化的由债务问题而引发的金融危机。新华网（页面存档备份，存于）

## 4月7日
- 巴西里约热内卢市发生一起校园枪击案，导致包括袭击者在内的13人死亡。BBC中文网（页面存档备份，存于）

## 4月8日
- 为防对加沙攻击升级，哈马斯宣布停止袭击以色列。新华网（页面存档备份，存于）
- 叙利亚多个城市爆发大规模反政府示威活动，其中德拉市发生严重暴力冲突，导致至少25人死亡。新华网（页面存档备份，存于）

## 4月9日
- 第一届全球流行音乐金榜颁奖典礼在台湾台北市的小巨蛋举行，梁静茹和王力宏分别荣获年度最佳女歌手和年度最佳男歌手奖。中国网（页面存档备份，存于）中国广播网（页面存档备份，存于） 新浪娱乐（页面存档备份，存于）

## 4月10日
- 为了迎接世界大学生运动会，中国广东省深圳市党委和政府已在100天内驱逐了愈8万名“治安高危人员”，并且将继续“清理和挤压”。“无正当理由”滞留者，或“行踪可疑”、有犯罪记录或“嫌疑”、无经济来源、“生活规律异常”者（特别是昼伏夜出），以及“失足妇女”、“肇祸的精神病人员”或者有“可能危及他人或公共安全”的“极端言行”居民已有超过8万人被清理出这座城市。中国日报网/网易

## 4月11日
- 科特迪瓦前总统巴博在位于最大城市阿比让的总统官邸内被捕。BBC中文网（页面存档备份，存于） Reuters（页面存档备份，存于）
- 白俄羅斯首都明斯克十月地鐵站發生炸彈爆炸，至少11死、128傷。今日俄羅斯（页面存档备份，存于）

## 4月12日
- 日本经济产业省原子能安全保安院与原子能安全委员会正式宣布根据国际核事件分级表，将福岛第一核电站事故的严重程度提高至最高级别7级。这是日本政府第二次调整福岛核电站事故等级。新华网（页面存档备份，存于）

## 4月13日
- 由西方国家、部分阿拉伯国家及联合国、北约等国际组织代表组成的“利比亚联络小组”在卡塔尔首都多哈举行首次会议。与会各方一致认为政治途径是解决利比亚当前危机的唯一办法，但会议并未产生一项具体的解决方案。新华网（页面存档备份，存于）
- 美國聯邦司法部和聯邦調查局(FBI)宣布破獲大批中毒電腦所組成的「殭屍網路」(botnet)， 已全面關閉名為Coreflood伺服器和網路域名，並對13名嫌疑人起訴。該網路運作將近10年，全球有超過200萬台個人電腦被Coreflood惡意程式感染。世界日報

## 4月14日
- 金砖国家领导人第三次会晤在中国海南省三亚市举行，中国国家主席胡锦涛、巴西总统罗塞夫、俄罗斯总统梅德韦杰夫、印度总理辛格、南非总统祖马出席。这次会晤的主题是“展望未来、共享繁荣”。新华网（页面存档备份，存于）
- 北约外长会议在柏林开幕，利比亚局势是会议焦点。搜狐（页面存档备份，存于）

## 4月15日
- 博鳌亚洲论坛2011年年会在海南博鳌开幕。中国国家主席胡锦涛、俄罗斯总统梅德韦杰夫、巴西总统罗塞夫、南非总统祖马、韩国总理金滉植、西班牙首相萨帕特罗、乌克兰总理阿扎罗夫、新西兰副总理兼财政部长英格利希等国家领导人以及来自不同国家和地区的1400多名政界、工商界人士和专家学者出席开幕式。新华网

## 4月16日
- 埃及最高行政法院作出裁决，解散前执政党民族民主党，并没收其所有资产。新华网（页面存档备份，存于）
- 古巴共產黨第六次全國代表大會在哈瓦那開幕。新华网（页面存档备份，存于）

## 4月17日
- 芬兰民族联合党在当天举行的芬兰议会选举中获胜，成为议会第一大党。新华网（页面存档备份，存于）
- 第30届香港电影金像奖在香港文化中心举行颁奖典礼，《打擂台》获得最佳影片、最佳男配角、最佳女配角及最佳原創電影音樂，四個獎項。新华网（页面存档备份，存于）

## 4月18日
- 尼日利亚国家独立选举委员会主席杰加在尼首都阿布贾宣布，尼现任总统古德勒克·乔纳森赢得2011年总统选举。新华网（页面存档备份，存于）
- 2011年美国普利策奖获奖名单在纽约揭晓，《洛杉矶时报》赢得分量最重的公共服务大奖。新华网（页面存档备份，存于）

## 4月19日
- 古巴国务委员会主席劳尔·卡斯特罗在古巴共产党第六次全国代表大会上当选为古巴共产党中央委员会第一书记，正式接替菲德尔·卡斯特罗成为古巴共产党的最高领导人。新华网（页面存档备份，存于）

## 4月21日
- 叙利亚总统巴沙尔·阿萨德签署法案，结束叙利亚已实施48年的紧急状态，以满足叙利亚反政府示威者提出的要求。新华网（页面存档备份，存于）
- 俄罗斯苏霍伊航空集团设计的苏霍伊-100超级喷气式飞机完成从埃里温到圣彼得堡的首趟客运航班飞行。俄罗斯新闻网

## 4月22日
- 叙利亚多个城市举行反政府示威的民众与与警察发生暴力冲突，导致至少110人死亡。凤凰网（页面存档备份，存于）

## 4月23日
- 迫于国内反政府示威的压力，也门总统阿里·阿卜杜拉·萨利赫同意接受海湾阿拉伯国家合作委员会的调停方案，将在30日内辞去总统职务。凤凰网（页面存档备份，存于）

## 4月27日
- 阿里山森林鐵路於當日中午在本線70公里處（神木站-阿里山站）發生列車遭樹擊的事故，造成五死107傷。（2011年4月28日聯合報）、台灣鐵道網

## 4月28日
- 为期两天的中美人权对话结束。BBC中文网（页面存档备份，存于）
- 加拿大选手陈伟群在俄罗斯莫斯科举行的2011年世界花样滑冰锦标赛中获得男子单人滑的冠军，并打破短节目和自由滑两项得分的世界纪录。中国新闻网（页面存档备份，存于）
- 2011年西安世界园艺博览会举行开园仪式。新华网（页面存档备份，存于）
- 神蓝纪念日

## 4月29日
- 剑桥公爵威廉王子与凯特·米德尔顿的婚礼
  - 英國皇位第二號繼承人威廉王子與平民凱特·米德爾頓在英女皇伊利沙伯二世與皇夫菲臘親王、以及父親威爾斯親王查理斯伉儷等1,900多名賓客見證下，於西敏寺舉行隆重而盛大的皇家大婚。BBC（页面存档备份，存于）、AM730（页面存档备份，存于）
  - 威廉與凱特禮成後，在數十萬名熱情群眾夾道歡迎下，乘坐皇家馬車前往白金漢宮，隨後與皇室成員一同在白金漢宮的露台前亮相致意，期間威廉兩度親吻凱特。BBC（页面存档备份，存于）
  - 威廉王子同日獲英女皇授予三個貴族爵位，其中以劍橋公爵等級最高；威廉因爵位成為劍橋公爵威廉王子，而凱特自動成為劍橋公爵夫人凱瑟琳。BBC（页面存档备份，存于）
- 人民币兑美元的汇率达到1美元兑6.5元人民币，创下1993年以来的最高水平。BBC中文网（页面存档备份，存于）

## 4月30日
- 美国南部7个州自25日开始的龙卷风和恶劣天气已导致至少350人死亡。美国之音（页面存档备份，存于）
- 利比亚政府宣布，利比亚革命领导人穆阿迈尔·卡扎菲的儿子赛义夫·阿拉伯·卡扎菲在首都的黎波里的住所中被北约战机空袭身亡。BBC中文网（页面存档备份，存于）